# ألبيسولا مارينا
ألبيسولا مارينا (A Moenn-a d'Arbisseua) هي بلدية في مقاطعة سافونا في منطقة ليغوريا الإيطالية، وتقع على بعد حوالي 35 كيلومتر (22 ميل) غرب جنوة وحوالي 4 كيلومتر (2.5 ميل) شمال شرق سافونا.

## المعالم السياحية الرئيسة
- كنيسة أبرشية Nostra Signora della Concordia (القرن السادس عشر بواجهة من أوائل القرن العشرين). تضم منحوتات أنتون ماريا ماراجليانو (القرن السابع عشر)
- خطابة القديس يوسف (القرن السابع عشر)
- فيلا فاراجيانا، فيلا أرستقراطية من القرن الثامن عشر بنتها عائلة دورازو .
- Lungomare degli Arti ("شاطئ البحر للفنانين")، ويشمل حوالي 1 كيلومتر (0.6 ميل) من الفسيفساء التي نفذت في عام 1963 من قبل فنانين مثل جوزيبي كابوجروسي، وروبرتو كريبا، وأجينور فابري، ولوسيو فونتانا، ويفريدو لام، وأليجى ساسو، وإليسيو سالينو، وآسجر جورن . [6]
- فيلا أسجر جورن

## روابط خارجية
- الموقع الرسمي